# Tilaj
Tilaj je vas na Madžarskem, ki upravno spada pod podregijo Zalaszentgróti Županije Zala.